# Microtropis discolor
Microtropis discolor là một loài thực vật có hoa trong họ Dây gối. Loài này được (Wall.) Wall. ex Meisn. mô tả khoa học đầu tiên năm 1837.